# Paula Daza
Paula Graciela Daza Narbona (Santiago, 25 de enero de 1960) es una médico cirujano, pediatra y política chilena. Se desempeñó como subsecretaria de Salud Pública en el segundo gobierno de Sebastián Piñera, cargo que ejerció entre marzo de 2018 y noviembre de 2021. Allí fue uno de los rostros del gobierno en la estrategia sanitaria por la pandemia de COVID-19 y de la implementación del pase de movilidad.

## Familia y estudios
Nacida en Santiago de Chile, es una de los cinco hijos de Carmen Narbona Gómez y Pedro Daza Valenzuela —quien fuera un destacado diplomático y masón de la Gran Logia de Chile que realizó su carrera a nivel internacional; fue embajador en Argentina, Venezuela, Uruguay y Bolivia. Además de embajador ante la Organización de Estados Americanos (OEA) y ante las Naciones Unidas entre 1984 y 1990—. Su tatarabuelo Pedro José del Real Daza, fue abogado y político, senador por Chiloé entre mayo y septiembre de 1924. Paula vivió hasta los cuatro años en Buenos Aires, Argentina, después volvió junto a su familia a Chile por un año y se trasladaron a Montevideo, Uruguay por más de diez años. Nuevamente regresaron a Santiago pero por poco tiempo y partieron a Caracas donde vivió hasta los dieciocho años que volvió a estudiar medicina a Chile. Su familia después se trasladó a Bolivia pero no alcanzaron a estar más que un par de meses.
Estuvo casada con el cardiólogo José Luis Vukasovic Ramírez, con quien tuvo dos hijos; Juan Pablo y Tomás. Se casó en segundas nupcias con el pediatra Sergio Salas, con quien tuvo a Paula.
Egresó como médico cirujano con especialidad en pediatría de la Universidad de Chile. Además obtuvo un magíster en administración en salud de la Universidad de los Andes.
Se diplomó en investigación y medicina, basada en la evidencia, de la misma universidad y diplomada en administración en salud de la Universidad de Technion en Haifa, Israel.

## Trayectoria profesional
Desde 2013 a la fecha, es coordinadora y docente del Diplomado de Gestión en Calidad y Seguridad de la Universidad Diego Portales (UDP). Además es profesora de la cátedra de pediatría de la Universidad de Los Andes.
Fue directora de American Heart Association de la Clínica Dávila, ubicada en Recoleta entre 2006 y 2018. American Heart Association es una fundación sin fines de lucro, cuyo objetivo es disminuir a nivel nacional y mundial las enfermedades cardiovasculares. A su vez se desempeñó como pediatra y neonatologa en el hospital de la Fuerza Aérea (FACh), donde hacía turnos.
Es integrante del directorio de la Fundación Vivir+ Feliz. También, es miembro de la Sociedad Chilena de Pediatría.
En abril de 2022, se integró en calidad de directora ejecutiva, al Centro de Políticas Públicas de Salud e Innovación de la Facultad de Gobierno de la Universidad del Desarrollo.

## Trayectoria política
Su padre fue uno de los fundadores de Renovación Nacional (RN), por esto tiene una cercanía mayor con militantes del partido como el exsubsecretario del Interior, Rodrigo Ubilla y el exministro de Defensa, Mario Desbordes. Aunque nunca ha militado y sus cercanos dicen que no lo hará.
Fue gestora del programa de salud de la candidata presidencial de la Alianza, Evelyn Matthei, en 2013, y gestora del programa de salud del candidato presidencial Andrés Allamand, durante la elección primaria de ese mismo año. Así mismo fue integrante del equipo del programa de salud del candidato presidencial de Chile Vamos en 2017, Sebastián Piñera.
El 11 de marzo de 2018 fue designada por el presidente Sebastián Piñera para el cargo de subsecretaria de Salud Pública, reemplazando a Jaime Burrows Oyarzún.
Durante 2020 obtuvo notoriedad pública al ser una de las principales autoridades responsables del manejo de la pandemia de COVID-19 en Chile con medidas como el pase de movilidad. En abril de 2021 fue evaluada como la mejor autoridad del gobierno, con un 68% de aprobación. Además fue escogida por voto popular como Reina del Copihue de Oro 2021 por el diario La Cuarta.
El 26 de noviembre de 2021 anunció que se sumaría al comando del candidato presidencial José Antonio Kast, de cara a las segunda vuelta en la elección de diciembre de ese año. Para ello, solicitó un permiso de tres semanas sin goce de sueldo. Dicha medida fue criticada por los partidos de oposición al gobierno, que cuestionaron su participación en la campaña mientras todavía era la titular del organismo. Dos días después —debido a lo anterior— presentó su renuncia a la subsecretaría de Salud Pública. En enero de 2022, tras la derrota de Kast en la segunda vuelta presidencial, se reintegró al gobierno de Sebastián Piñera como asesora de cooperación internacional sobre la pandemia.
El 5 de abril de 2022, el Ministerio de Salud que ella comandaba, junto al Instituto de Sistemas Complejos de Ingeniería (ISCI) y la compañía Entel, fueron distinguidos por el Institute for Operations Research and the Management Sciences (Informs), con el «Premio Franz Edelman» 2022, por «el desarrollo de herramientas analíticas contra la pandemia que tuvieron alto impacto en salvar miles de vidas y evitar contagios», en el contexto de la pandemia de COVID-19 en el país.

## Controversias
En diciembre de 2021, fue sancionada por el Consejo para la Transparencia por no entregar información en el contexto de la  pandemia de COVID-19, durante su desempeño como subsecretaria de Salud Pública. La sanción correspondió al 75% de su remuneración promedio anual. Otros amonestados, todos miembros de la administración de Sebastián Piñera, fueron el subsecretario de Redes Asistenciales, Alberto Dougnac; el subsecretario del Interior, Juan Francisco Galli; y el jefe del Departamento de Extranjería y Migración, Álvaro Bellolio.